# Cordisepalum
Cordisepalum ist eine zwei Arten umfassende Pflanzengattung in der Familie der Windengewächse (Convolvulaceae).

## Beschreibung
Cordisepalum-Arten sind Lianen, deren untere Sprossachsen verholzen und verkahlen, während die oberen Zweige krautig bleiben, fahl gelbrot oder rostbraun gefärbt und samtig behaart sind. Die Laubblätter stehen an schlanken, drehrunden und leicht kissenförmigen Blattstielen, die Blattspreiten sind eiförmig-herzförmig, ganzrandig und papierartig. Die Aderung ist fußförmig, auf der Unterseite treten die Adern deutlich hervor.
In den achselständigen Blütenstände sind die vielen Blüten traubig, doldenrispig oder als Thyrsen angeordnet. Zunächst blühen die Blüten an der Basis des Blütenstandes auf. Die Hochblätter sind laubblattartig, sie ähneln in Textur, Behaarung und Aderung den Laubblättern. Die Tragblätter sind schuppenartig und stehen direkt unterhalb des Kelches. Die zwittrigen, radiärsymmetrischen, kleinen Blüten sind fünfzählig. Die fünf Kelchblätter stehen frei voneinander, überlappen sich dachziegelartig und umfassen die Basis der Kronröhre. Die Krone ist radförmig, besitzt nur eine kurze Kronröhre. Der Kronsaum ist fünflappig oder fünfgeteilt, im letzteren Fall kann die Teilung bis unterhalb der Mitte des Kronsaums reichen. Mit fortschreitendem Alter der Blüte biegen sich die Kronlappen zurück. Die fünf Staubblätter sind gleich lang und stehen leicht über die Krone hinaus. Die untere Hälfte der Staubfäden ist mit der Krone verwachsen, oberhalb davon sind die Staubfäden frei und fadenförmig. Die Staubbeutel sind langgestreckt und öffnen sich längsgerichtet. Die Pollenkörner sind dreifaltig (trikolpat) und besitzen keine Spitzen. Der Stempel steht nicht über die Krone hinaus. Der oberständige Fruchtknoten steht aufrecht, er ist einblättrig, behaart und enthält vier oder fünf Samenanlagen. Der Griffel ist einfach oder fehlt ganz. Die Narbe ist grob faltig und besteht aus zwei kugeligen Lappen, die einzelnen Lappen sind etwas länger als breit.
An der Frucht vergrößert sich der Kelch, vor allem die drei äußeren Kelchblätter sind stark vergrößert, nahezu kreisförmig oder breit eiförmig. Die Basis ist herzförmig, die Ränder stehen frei. Die zwei inneren Kelchblätter sind nur leicht vergrößert. Die Frucht ist eine elliptische oder spindelförmige Balgfrucht, an der der beständige Griffel eine Spitze bildet. Die Frucht enthält nur einen Samen, dieser ist elliptisch, glatt und unbehaart, das Hilum ist basal und kreisförmig.

## Systematik und Verbreitung
Die Gattung besteht aus zwei Arten, die in Südostasien vorkommen:
- Cordisepalum phalanthopetalum Staples: Sie kommt in Thailand und Myanmar vor.[1]
- Cordisepalum thorelii (Gagnep.) Verdcourt: Sie ist in Indochina beheimatet.[1]

Die Typusart ist Cordisepalum thorelii.